# René Vietto

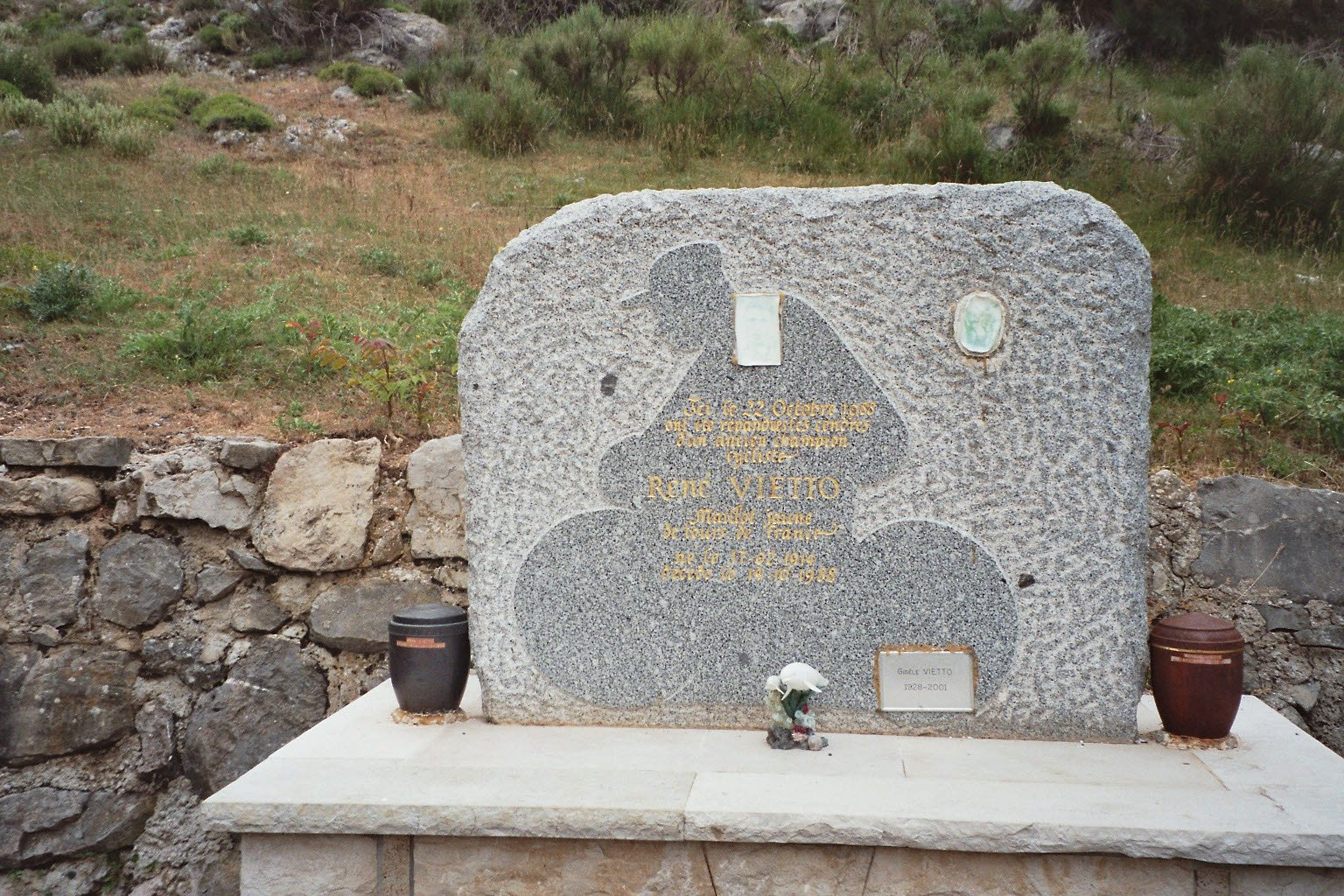
Tomba de René Vietto al Col de Braus

René Vietto (Rocheville, Manche, 17 de febrer de 1914 - Orange, 14 d'octubre de 1988) va ser un ciclista francès, professional entre el 1932 i el 1952. Era considerat el millor escalador d'abans de la Segona Guerra Mundial. La seva carrera esportiva es va veure interrompuda per aquesta, tot i que en acabar va reprendre l'activitat ciclista, sent el més popular de tots els ciclistes francesos.
En el seu palmarès destaquen vuit etapes i una edició del Gran Premi de la Muntanya al Tour de França, dues a la Volta a Espanya i un Campionat de França en ruta.
Durant el Tour de França 1934, anant destacat a l'etapa, fou informat que el seu cap de files, Antonin Magne, havia caigut i trencat la bicicleta. Va refer el camí fins a trobar-lo i deixar-li la seva bicicleta. Això va permetre a Magne guanyar el Tour, però al mateix temps va impedir que fos Vietto qui el guanyés. Aquest acte li va donar una gran popularitat i simpatia entre els francesos.
En acabar la seva carrera professional com a ciclista es convertí en director esportiu i després va regentar un negoci porcí als Pirineus.

## Palmarès
- 1931
  - 1r als Boucles de Sospel
  - 1r a la Niça-Puget-Théniers-Niça
- 1932
  - 1r al Gran Premi de Canes
  - 1r a la cursa Niça-Mont Agel
- 1933
  - 1r al Gran Premi de Canes
  - 1r als Boucles de Sospel
  - 1r del Circuit de l'Indépendat
  - 1r del Gran Premi dels periodistes esportius a Cannes
  - 1r del Circuit dels Pirineus Orientals
- 1934
  - 1r del Gran Premi Wolber
  - Vencedor del Gran Premi de la Muntanya al Tour de França i de 4 etapes
- 1935
  - 1r de la París-Niça
  - Vencedor de 2 etapes al Tour de França
- 1938
  - 1r de la Polymultipliée
- 1941
  -  Campió de França en ruta (zona lliure)
- 1942
  - Vencedors de 2 etapes de la Volta a Espanya
- 1943
  - 1r del Circuit de Midi
- 1945
  - 1r del Circuit dels colls pirinecs
- 1946
  - 1r del Gran Premi de la Provença
  - 1r del Gran Premi de la República del Sud-oest
- 1947
  - Vencedor de 2 etapes al Tour de França
- 1948
  - 1r del Gran Premi de Canes

### Resultats al Tour de França
- 1934. 5è de la classificació general, vencedor del Gran Premi de la Muntanya i de 4 etapes
- 1935. 8è de la classificació general i vencedor de dues etapes
- 1936. Abandona (6a etapa)
- 1938. Abandona (2a etapa)
- 1939. 2n de la classificació general. Duu el mallot groc durant 11 dies
- 1947. 5è de la classificació general i vencedor de 2 etapes. Duu el mallot groc durant 15 dies
- 1948. 17è de la classificació general
- 1949. 28è de la classificació general

### Resultats al Giro d'Itàlia
- 1933. 22è de la classificació general

### Resultats a la Volta a Espanya
- 1942. 14è de la classificació general. Vencedor de 2 etapes